# Кочевник (фильм, 1982)
«Кочевник» (другое название — «Странник»; иер. трад. 烈火青春, кант.-рус.: Лит фо чхин чхёнь, буквально: «Пылающая юность», англ. Nomad) — гонконгская драма 1982 года, снятая режиссёром Патриком Тхамом. Главные роли в фильме исполнили Пэт Ха, Кент Тхон, Сесилия Ип и Лесли Чун.
Картина была номинирована в восьми категориях 2-й Гонконгской кинопремии: «Лучший фильм», «Лучшая режиссура», «Лучший сценарий», «Лучшая мужская роль», «Лучший актёрский дебют», «Лучшая операторская работа», «Лучший художник-постановщик» и «Лучшая музыка к фильму».

## Сюжет
Луис — юноша, растущий без матери, с вечно отсутствующим отцом и мачехой, которая годится ему в сёстры. У него есть кузина Кэти, которая заводит роман с Поном. Они введут беззаботную жизнь «золотой молодёжи». Но в один из дней к Кэти возвращается Синсукэ, с которым у неё когда-то был роман. Он дезертировал из Красной армии Японии, и теперь на него охотится киллер. 

## В ролях
- Пэт Ха — Кэти
- Кент Тхон[англ.] — Пон
- Сесилия Ип — Томато
- Лесли Чун — Луис
- Стюарт Онг — Синсукэ Такэда

## Номинации и награды
2-я Гонконгская кинопремия (1983) — номинация в следующих категориях:
- Лучший фильм
- Лучшая режиссура (Патрик Тхам)
- Лучшая мужская роль (Лесли Чун)
- Лучший актёрский дебют (Сесилия Ип, Пэт Ха)
- Лучший сценарий (Цю Ганцзянь[кит.], Джон Чань[англ.], Джойс Чань[кит.], Эдди Фон[кит.], Патрик Тхам, Кам Пинхин[кит.])
- Лучшая операторская работа (Билл Вон[кит.])
- Лучший художник-постановщик (Уильям Чён Сукпхин[англ.])
- Лучшая музыка к фильму (Лам Маньи[англ.])

Лента входит в список 100 лучших китайских фильмов по версии Гонконгской кинопремии и занимает в нём 73 место.